# Ізопрен

Ізопрен

Ізопре́н — ненасичений вуглеводень дієнового ряду складу СН2=С(СН3)-СН=СН2. Він є безбарвною рідиною, розчинний в етанолі. Ізопрен полімеризується, даючи ізопренові каучуки. Ізопрен також вступає в реакцію полімеризації із з'єднаннями вінілового ряду.

## Поліізопрен

Polyisoprene, an example of polymer.

Ізопрен застосовують для отримання синтетичного каучуку. Природний поліізопрен (С5Н8)n (n=1000—3000) є основним компонентом природного каучуку. За хімічною будовою природний поліізопрен є лінійним стереорегулярним полімером 1,4-цис-ізопрену. До стереорегулярних полімерів відносять такі, що характеризуються чітким упорядкуванням замісників у полімерному ланцюзі.